# Shah Jahan di Bhopal
Shah Jahan, nota anche come Shahjahan o come Shah Jahan Begum (Bhopal, 29 luglio 1838 – Bhopal, 16 giugno 1901), fu begum di Bhopal dal 1844 al 1860 e dal 1868 al 1901.

## Biografia
Nata nel villaggio di Islamnagar, presso Bhopal, Shahjahan era l'unica figlia sopravvissuta di Sikandar Begum di Bhopal e di suo marito Jahangir Mohammed Khan. Venne riconosciuta come legittima sovrana di Bhopal nel 1844 all'età di sei anni, pur con sua madre come reggente durante la sua minore età. Ad ogni modo, nel 1860, sua madre Sikandar Begum venne riconosciuta come legittima sovrana dagli inglesi e pertanto Shahjahan venne spodestata. Shahjahan succedette ad ogni modo a sua madre come begum di Bhopal alla morte di quest'ultima nel 1868.
Cresciuta con coscienza dei propri doveri di governante, Shahjahan migliorò il sistema di riscossione delle tasse, aumentando i salari dei soldati, modernizzando l'esercito e costruendo una diga e un lago artificiale per scopi agricoli (dopo che due recenti pestilenze avevano fatto piombare la popolazione locale a 744.000 individui), migliorando anche l'efficienza delle forze di polizia in uso allo stato; si preoccupò inoltre di portare avanti i lavori per il primo censimento nella storia del suo regno. Per bilanciare il deficit di budget, ad ogni modo, promosse largamente la coltivazione e la commercializzazione dell'oppio. Fu una regina molto popolare presso il suo popolo.
Fu autrice di diversi libri in lingua Urdu come ad esempio Gauhar -i-Iqbaal che descrive i principali eventi dei suoi primi sette anni di regno ed il miglioramento delle condizioni socio-politiche dello stato di Bhopal sotto il suo governo. Il libro venne tradotto anche in lingua inglese e circolò come testo all'epoca.
Fu sempre Shah Jahan a volere la costruzione di una delle più grandi moschee d'India, il Taj-ul-Masajid, a Bhopal. La costruzione ad ogni modo rimase incompleta ed alla sua morte venne poi abbandonata; i lavori ripresero solo nel 1971. Fece costruire anche il Taj Mahal di Bhopal. La sua devozione all'islam la portò a progettare un pellegrinaggio solenne a La Mecca, ma la sua salute fragile ed il suo terrore per i naufragi glielo impedirono. Donò inoltre dei fondi per la costruzione di una moschea a Woking, nel Surrey, nel Regno Unito, contribuendo generosamente alla fondazione del Muhammadan Anglo-Oriental College ad Aligarh, che divenne poi la base dell'odierna Aligarh Muslim University.
Si impegnò inoltre nella costruzione della linea ferroviaria tra Hoshangabad e Bhopal.
Nel 1855, Shahjahan sposò Baqi Muhammad Khan, un nobile di Bhopal, come sua terza moglie. Questi morì nel 1867. Quattro anni più tardi, Shahjahan si risposò con Siddiq Hasan Khan di Kannauj. Questo secondo matrimonio non produsse eredi.
Gli ultimi anni del suo governo li trascorse completamente assorta dai doveri di stato. Nelle 1901 venne colpita da un cancro alla bocca che poco dopo le causò gravi infermità, al punto che i suoi ultimi discorsi vennero pubblicati solo per iscritto. Shahjahan venne visitata per l'ultima volta da sua figlia Sultan Jehan, con la qual non aveva parlato da tredici anni; morì poco dopo, il 6 giugno 1901, e Sultan Jehan venne chiamata ad ascendere al trono di Bhopal.

### Il servizio postale

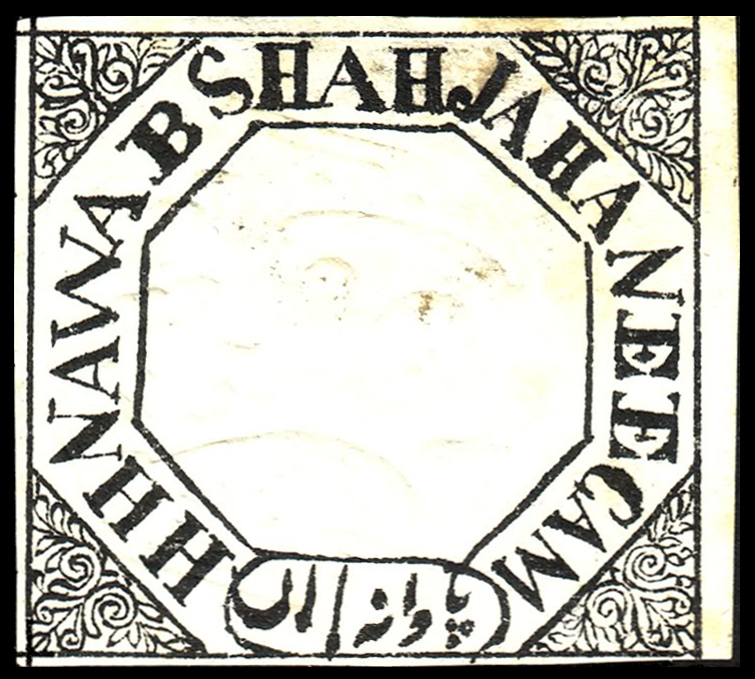
Francobollo del regno di Bhopal emesso nel 1876 durante il regno di Shah Jahan

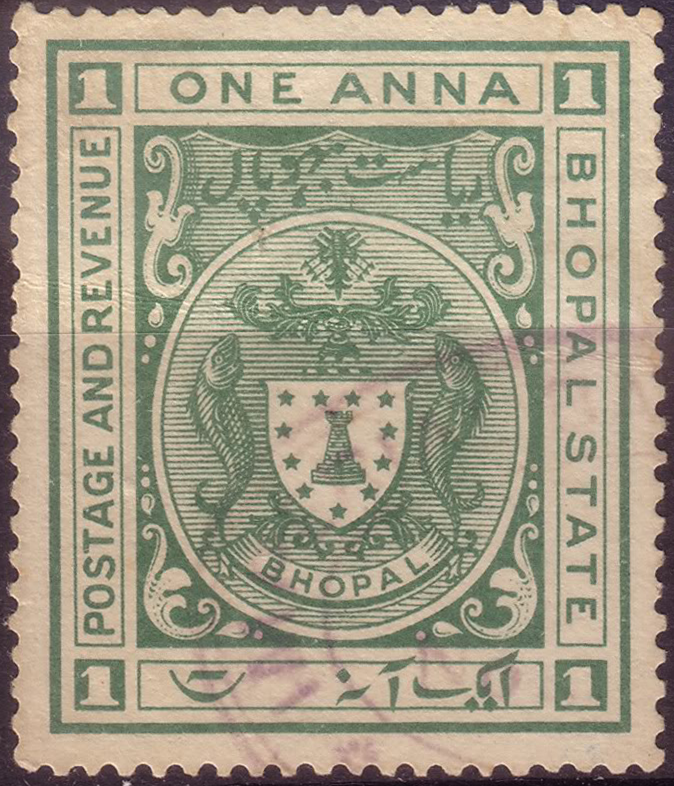
Francobollo del 1908 dello stato di Bhopal

Durante il regno della begum Shah Jahan vennero emessi i primi francobollo del regno di Bhopal. Nel 1876 e nel 1878 vi furono le prime emissioni di pezzi da 1/2 e 1/4 di anna. Quelli del 1876 riportano la dicitura: "HH Nawab Shahjahan Begam" in una cornice ottagonale; quelli del 1878 riportano il medesimo testo in una cornice circolare in lingua urdu. Gli ultimi francobolli col suo nome vennero emessi nel 1902 con la dicitura: "H.H. Nawab Sultan Jahan Begam". (il servizio postale dello stato di Bhopal perdurò sino al 1949.)